# Adesmia friesii
Adesmia friesii är en ärtväxtart som beskrevs av Ulibarri. Adesmia friesii ingår i släktet Adesmia och familjen ärtväxter. Inga underarter finns listade i Catalogue of Life.